# カクゴウイルス
カクゴウイルスとは、ピコルナウイルス科に属するウイルスの1種である。なお「カクゴ」は日本語の「覚悟」のことなので、日本語では覚悟ウイルスと書かれる場合もある。

## 媒介者
カクゴウイルスは、ミツバチヘギイタダニによって媒介され、次々と別なミツバチに感染を広げている可能性が示唆されている。

## 歴史
カクゴウイルスは、ミツバチの脳に発現している遺伝子を調べた際に、それまで知られていなかったウイルスによるものと考えられる配列のRNAが検出されたことで、その存在が判明した。具体的には、ミツバチの働き蜂のうち、比較的攻撃性の強い個体（ミツバチの天敵であるオオスズメバチを積極的に攻撃する個体）の脳と、逆にオオスズメバチから逃げる個体の脳とをディファレンシャルディスプレイで解析したところ、攻撃性の強い個体の脳には特殊な配列を持ったRNAが存在することが判明した。このRNAを詳しく解析したところ、ミツバチ本来のRNAではなく、それまで知られていなかった新種のRNAウイルスのゲノムであったことが判明した。このウイルスはピコルナウイルス科に属することが判明した
。ミツバチは針で攻撃を行うと死亡するため、このウイルスに感染したミツバチが積極的に攻撃に向かう姿が死の「覚悟」を決めているように見えたことから、「カクゴウイルス」と命名された。
しかし、後にミツバチの巣全体にカクゴウイルスの感染が広がっているケースも見つかるなど、カクゴウイルスの感染がミツバチの攻撃性を決めているのかどうかは不明である。